# Ledley King
Ledley Brenton King, angleški nogometaš, * 12. oktober 1980, Bow, London, Anglija, Združeno kraljestvo. 
Vso kariero je igral za Tottenham Hotspur in na dveh velikih tekmovanjih za angleško reprezentanco.